# Geisterschiff

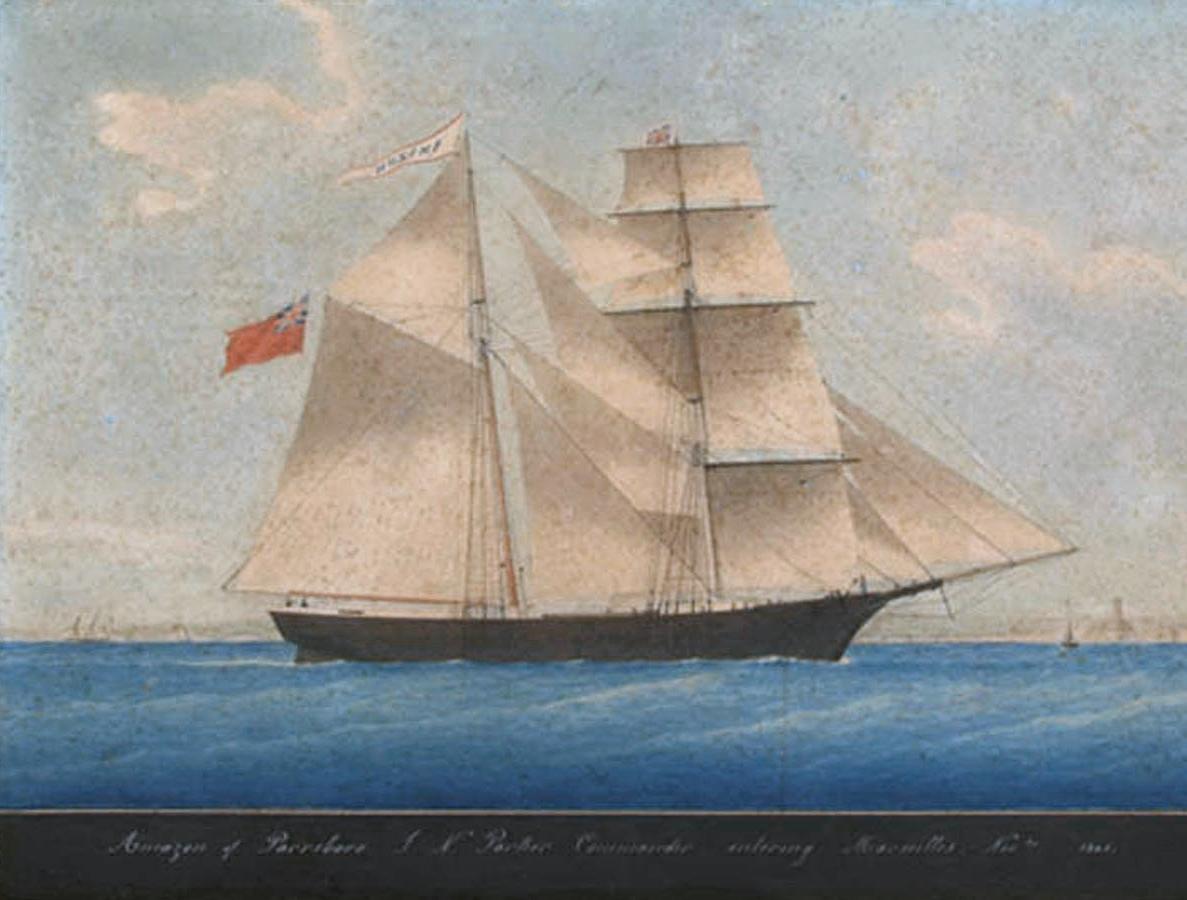
Die Mary Celeste 1861, als sie noch Amazon hieß

Als Geisterschiffe werden Schiffe bezeichnet, die verlassen auf See aufgefunden wurden oder, eigentlich schon verloren geglaubt, unter mysteriösen Umständen wieder auftauchen oder gesichtet werden. Ein ähnlicher Fall ist von einem Luftschiff überliefert.

## Vorfälle

### Seefahrt

#### Auswahl an bekannten historischen Vorfällen
- Eines der berühmtesten Geisterschiffe ist die Mary Celeste, die 1872 ohne Besatzung treibend zwischen den Azoren und Portugal gefunden wurde. Von den zehn Menschen an Bord fehlte jede Spur. Es wurde später gemutmaßt, dass versehentlich entstandene Ethanol-Dämpfe (die Ladung bestand aus Rohalkohol in Fässern) die Besatzung zur geplanten (zeitweiligen) Flucht in einem Beiboot gezwungen hatten, das Schiff aber abtrieb und eine Rückkehr der Besatzung und Passagiere an Bord dadurch verhindert wurde.
- Am 29. August 1884 fand das britische Kanonenboot Mallard vor Neufundland, nordöstlich Conception Bay South, die treibende walisische Brigg Resolven. Von den zehn Personen an Bord fehlte jede Spur. Es wurde vermutet, dass die Besatzung das Schiff nur etwa sechs Stunden zuvor verlassen hatte, möglicherweise nachdem die Brigg mit einem Eisberg kollidiert war (allerdings fanden sich nur leichte Schäden am Schiff). Die Resolven erhielt später den Spitznamen „The Welsh Mary Celeste“.[1]
- Ein Geisterschiff des 20. Jahrhunderts ist der Fünfmastgaffelschoner Carroll A. Deering. Auf der Rückreise von Rio de Janeiro nach Newport News wurde der Schoner unter vollen Segeln am 31. Januar 1921 auf den Diamantuntiefen am Kap Hatteras gestrandet aufgefunden. Kein Mitglied der elfköpfigen Besatzung war an Bord oder wurde später gefunden, alle Rettungsboote waren verschwunden, ebenso die Navigationsgeräte.[2] Lediglich die Schiffskatze wurde vorgefunden, als die US-Küstenwache das Schiff betrat. Trotz intensiver Suchoperationen und Untersuchungen von mehreren US-Bundesbehörden konnte nie mit Sicherheit geklärt werden, was an Bord geschehen war. Die Besatzung blieb spurlos verschwunden; das Wrack selbst lag auf Grund und wurde im März 1921 durch Sprengungen weitgehend zerstört, da man es als eine Gefahr für die Schifffahrt ansah.

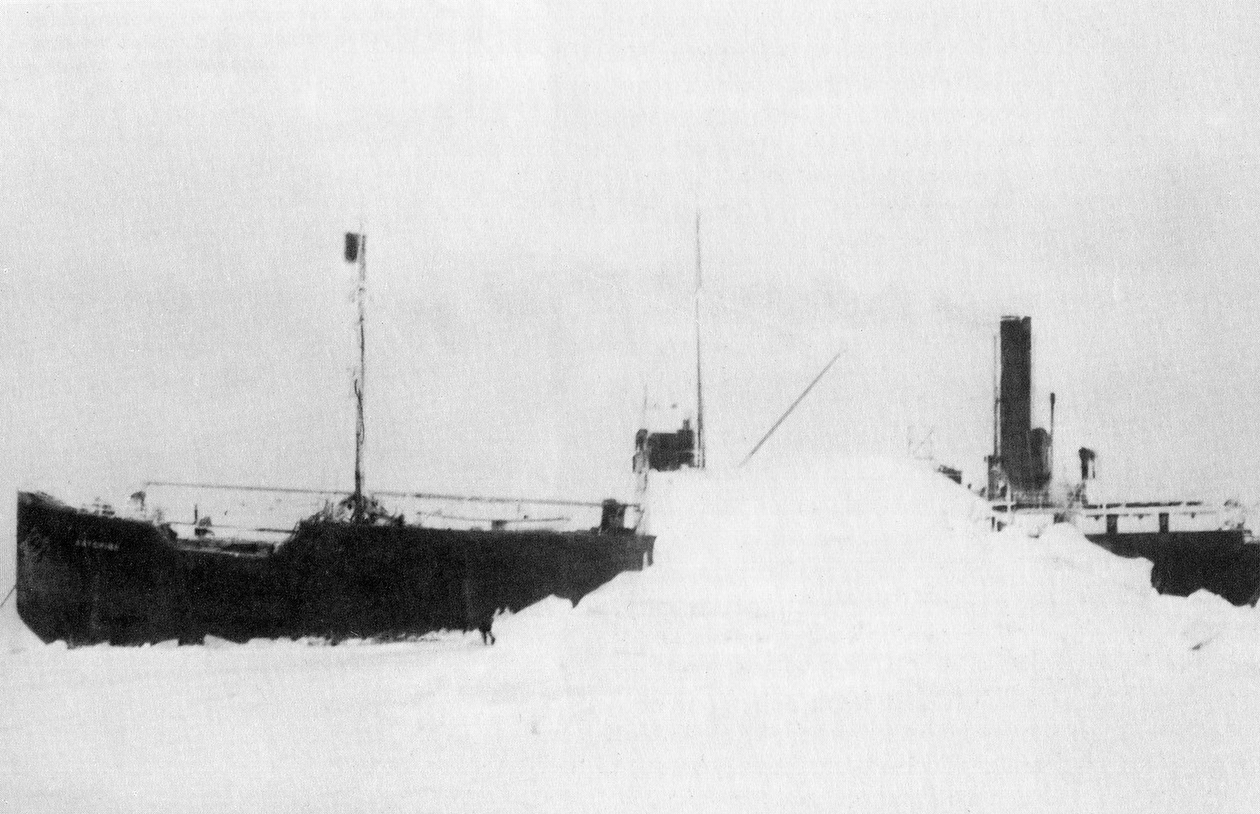
Die vom Packeis eingeschlossene Baychimo, um 1931

- Ein aufgeklärter Fall eines Geisterschiffs ist der des deutschen Zweimastschoners Seeschwalbe, der am 23. Oktober 1921 im Sturm vor Memel nachweislich sank und dessen Besatzung gerettet wurde. Eine Woche später strandete das Wrack an der Kurischen Nehrung. Eine Untersuchung des Wracks ergab, dass durch den harten Aufprall auf dem Meeresboden der altersschwache Holzrumpf aufbrach und der Steinballast herausfiel. Danach schwamm das Wrack aufgrund seiner Holzladung wieder auf und legte innerhalb einer Woche rund 100 km zurück.[3]
- Im Oktober 1923 geriet der kanadische Viermastschoner Governor Parr, auf dem Weg von Nova Scotia nach Buenos Aires, vor der US-Ostküste in einen schweren Sturm und musste nach beträchtlichen Seeschäden aufgegeben werden. Die Crew wurde von dem US-Frachter Schodack gerettet. Das beschädigte und besatzungslose Schiff trieb danach auf dem Atlantik umher, zuletzt soll das Segelschiff im Oktober 1924 nahe der Kanarischen Inseln gesichtet worden sein – rund ein Jahr nach der Rettung der Besatzung und rund 2000 Seemeilen vom Unglücksort entfernt.[4] Das finale Schicksal des Schiffes ist unklar.
- Ein weiteres bekanntes Geisterschiff war die Baychimo. Der mit 1322 BRT vermessene Frachtdampfer versorgte unter anderem abgelegene Siedlungen in den kanadischen Nordwest-Territorien und in Alaska und wurde im Oktober 1931 im Packeis eingeschlossen, worauf die Besatzung das Schiff aufgab. In den folgenden Jahren und Jahrzehnten, zuletzt (angeblich) im Jahr 1969, wurde das treibende Schiff, das vermutlich zeitweilig vom Packeis wieder freigegeben worden war, immer wieder gesichtet. Eine Suchoperation im Jahr 2006 erbrachte jedoch kein Ergebnis.
- Während des Zweiten Weltkrieges wurde am 15. Januar 1942 der britische Tanker Diala im Nordatlantik von einem deutschen U-Boot torpediert und von der Besatzung verlassen. Der beschädigte Tanker trieb mehr als zwei Monate auf dem Atlantik, ehe er am 23. März 1942 von einem anderen deutschen U-Boot endgültig versenkt wurde.[5]
- Bis heute nicht vollständig geklärt ist der sogenannte Ourang-Medan-Zwischenfall. Angeblich wurde der Frachter Ourang Medan im Juni 1947 südöstlich der Marshallinseln mit einer toten Besatzung an Bord treibend aufgefunden, sank aber kurze Zeit nach der Auffindung durch eine Explosion an Bord. Da die Quellenlage zu dem Vorfall jedoch sehr dürftig ist und zudem die wenigen genannten Fakten teils erhebliche Diskrepanzen aufweisen, ist nicht gesichert, ob sich der Zwischenfall überhaupt jemals ereignet hat.

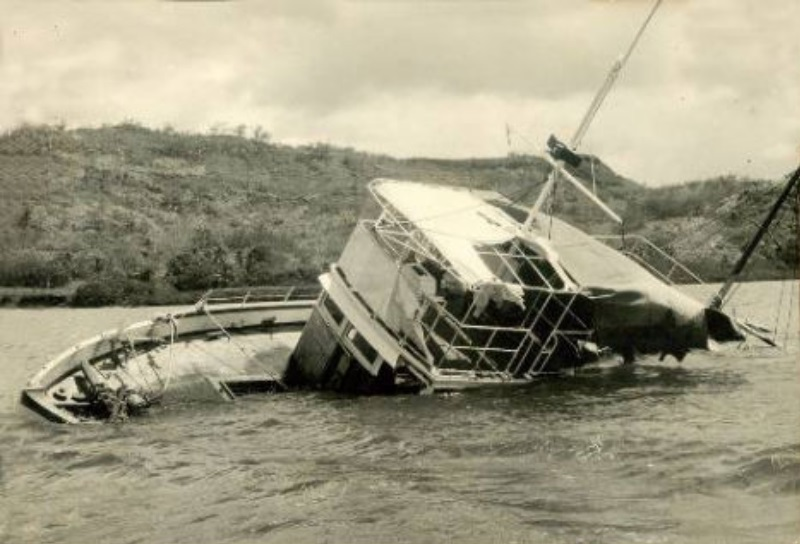
Das halb getauchte Wrack der Joyita, November 1955

- Im Fidschi-Archipel, vor der Küste von Vanua Levu, wurde im November 1955 das US-amerikanische Fracht- und Fischerboot Joyita, eine 21 m lange ehemalige Yacht, mit Krängung und halb ins Wasser eingetauchtem Deck treibend aufgefunden. Die 16 Besatzungsangehörigen sowie neun Passagiere waren spurlos verschwunden. Der Vorfall konnte letztlich nicht mit Sicherheit geklärt werden, es wurden indessen verschiedene Theorien aufgestellt, wonach sowohl eine Meuterei als auch ein Piratenangriff oder ein überraschender Wassereinbruch für den Zwischenfall verantwortlich sein könnten.[6] Die Joyita wurde später repariert und wieder in Betrieb genommen.
- Bis heute unaufgeklärt ist der Fall des portugiesischen Küstenmotorschiffs Angoche. Das Schiff wurde im April 1971 vor der mosambikanischen Küste treibend aufgefunden; von der 23 Mann starken Besatzung fehlt bis heute (2014) jede Spur. Die portugiesische Regierung machte die mosambikanische Untergrund- und Unabhängigkeitsbewegung Frente de Libertação de Moçambique für den Vorfall verantwortlich, was aber nie bewiesen werden konnte.
- Ende Oktober 1974 wurde das mit Zucker beladene norwegische Küstenmotorschiff Gullstryk gestrandet auf dem Bill-Riff von Juist vorgefunden. Die Positionslampen brannten, es befand sich keine Besatzung an Bord. Nach Angaben von Norddeich Radio war der Frachter eine Woche zuvor vor der holländischen Küste in Seenot geraten und die sechsköpfige Besatzung von einem anderen norwegischen Schiff aufgenommen worden:

„Als ‚zumindest ungewöhnlich‘ bezeichneten Fachleute auf Anfrage die Tatsache, daß der Havarist ohne Besatzung mehrere Tage in einer der meistbefahrenen Schiffahrtsstraßen der Welt von der holländischen Küste bis nach Juist treiben konnte, ohne daß die zuständigen Behörden davon verständigt wurden. Die Emder Wasserschutzpolizei hatte erst nach Beginn der Bergungsarbeiten am Freitag von dem Vorgang erfahren.“

- Mitte August 1993 wurde das Küstenmotorschiff Bärbel ohne Mannschaft vor dem dänischen Esbjerg treibend aufgefunden. An Bord wurden Spuren einer gewalttätigen Auseinandersetzung und einer versuchten Brandstiftung von der dänischen Polizei sichergestellt. Dem einzigen Besatzungsmitglied, das nach der Entdeckung des Schiffes, lebend in einem Rettungsfloß aufgefunden worden war, wurde vorgeworfen, die Mannschaft aus Habgier ermordet zu haben. Nach einem Prozess vor dem Landgericht Osnabrück wurde der Überlebende 1995 jedoch aus Mangel an Beweisen freigesprochen.

#### Vorfälle seit dem Jahr 2000
- Im Januar 2003 wurde der in Indonesien registrierte Fischtrawler High Aim 6 ohne Besatzung vor der Küste des australischen Bundesstaates Western Australia treibend aufgefunden. Der letzte Funkkontakt zwischen Kapitän und Eigner (beide aus Taiwan) hatte relativ kurze Zeit zuvor in den 6500 km entfernten Marshallinseln bestanden. Bald darauf war das Schiff als vermisst gemeldet worden. Auf dem Schiff fand sich neben ausreichenden Vorräten an Lebensmitteln und Treibstoff eine Ladung von mehreren Tonnen verrottenden Fischs. Von der größtenteils indonesischen Mannschaft zeugten nur die sieben Zahnbürsten, die man in den Unterkünften fand. Es gab keine Anzeichen für einen Kampf oder Diebstahl von Ladung.[7]
- Ein weiterer bekannter Fall vor Australien ereignete sich drei Jahre später. Im März 2006 wurde vor der Küste des australischen Bundesstaates Queensland der treibende Tanker Jian Seng aufgefunden. Der Heimathafen des 80 m langen Schiffes war nicht mehr festzustellen, weil sowohl Name als auch Heimathafen am Heck übermalt worden waren. Indessen wurde herausgefunden, dass das Schiff schon über einen längeren Zeitraum verlassen gewesen sein musste. Da niemand Ansprüche auf den Tanker erhob und kein Eigner festzustellen war, wurde die Jian Seng im April 2006 schließlich versenkt.
- Im Mittelmeer gab es im August 2006 einen Vorfall. Vor der Küste Sardiniens wurde der treibende historisierende Segelschiffnachbau Bel Amica von der italienischen Küstenwache aufgefunden. Der 20 m lange Zweimaster war vollständig von seiner Besatzung verlassen worden. Der Name Bel Amica gilt als nicht gesichert, jedoch wurde das Schiff anhand einer an Bord aufgefundenen Plakette, auf der diese Bezeichnung stand, so genannt.[8] Allerdings fand sich in keinem Schiffsregister ein Eintrag über einen Schoner dieses Namens, auch Eigner und Heimathafen konnten nicht eruiert werden. Der Vorfall bzw. wie viele Menschen sich an Bord befunden hatten und was diese zum Verlassen des Schiffes bewogen hatte, konnte nicht abschließend geklärt werden.
- April 2007: Vor der Küste des australischen Bundeslandes Queensland fand die australische Küstenwache den 12 m langen Katamaran Kaz II auf. Von den drei Besatzungsangehörigen fehlte jede Spur, obgleich an Bord die Computer eingeschaltet waren und auch die Maschine lief. Der Vorfall konnte nicht abschließend geklärt werden.[9]
- (9.) November 2008: Nahe den zu Kiribati gehörenden Phoenixinseln entdeckte ein (süd-)koreanisches Fischerboot den teilweise ausgebrannten und treibenden taiwanischen Trawler Tai Ching 21. 29 Mann Besatzung fehlten, wie auch 3 Rettungsflöße und 1 Rettungsboot. Eine Umgebungssuche durch 2 Flugzeuge blieb erfolglos. 12 Tage zuvor hatte der Kapitän ein letztes Satellitentelefonat geführt, es wurde kein Notruf gehört. Anzunehmen ist, dass die Besatzung wegen des Feuers das Schiff verlassen hat und danach auf hoher See umgekommen ist.[10]
- Am 24. März 2012 wurde von kanadischen Seeaufklärern das japanische Geisterschiff Ryōun Maru entdeckt, das seit dem Tsunami vom 11. März 2011 als vermisst galt. Das Fischereischiff, das in einem schlechten Zustand, aber weiterhin schwimmfähig war, war mehr als ein Jahr über den Pazifik getrieben. Am 5. April 2012 wurde es von der US-Küstenwache versenkt, um Gefahren für die Schifffahrt oder ein Aufgrundlaufen zu verhindern.
- Anfang 2013 wurde das in den 1970er Jahren gebaute, ehemals sowjetische Passagierschiff Lyubov Orlova im Schlepp auf dem Weg zu einer Abwrackwerft in der Dominikanischen Republik führerlos, nachdem die Schleppverbindung gerissen war. Seitdem trieb das Schiff als Geisterschiff auf dem Nordatlantik umher;[11] mittlerweile wird allerdings auch darüber spekuliert, dass das Schiff auf unbekannter Position gesunken sein könnte.[12]
- Anfang Mai 2016 strandete der Tanker Tamaya 1 mannschaftslos an der Küste von Liberia. Einige Tage vor der Strandung hatte die Besatzung das Schiff aufgrund eines Lecks auf hoher See verlassen und konnte gerettet werden.[13]
- 2020 lief das Frachtschiff Alta in der Nähe des irischen Ortes Ballycotton (Grafschaft Cork) auf Grund. Nach einem irreparablen technischen Defekt war die Besatzung 2018 vor einem aufziehenden Sturm von Bord geholt worden. Seitdem trieb das Schiff führerlos und weitestgehend unentdeckt auf dem Atlantik.[14]
- Am 6. Januar 2022 entdeckten Arbeiter einer Bohrplattform im Golf von Thailand die Jin Shui Yuan 2, die führerlos im Meer trieb. Das Schiff wurde von der thailändischen Marine untersucht. An Bord befanden sich keine Personen. Die Herkunft des Schiffes ist ungeklärt. Es sank bei einem Abschleppversuch; das Wrack wurde durch eine Boje markiert.[15]

#### Nordkoreanische Geisterschiffe
- Zwischen Oktober und Dezember 2015 strandeten an der japanischen Westküste, unter anderem nahe Wajima, insgesamt zwölf hölzerne Boote, möglicherweise Fischereifahrzeuge, die in erheblich verrottetem Zustand waren. An Bord der Boote fand die japanische Küstenwache insgesamt 22 stark verweste, teils skelettierte Leichen (hierbei alleine zehn an Bord eines Bootes) sowie in einem Falle sechs menschliche Schädel[16]. Die genaue Herkunft der Holzkutter, die längere Zeit auf dem Meer getrieben sein mussten, konnte bislang nicht zweifelsfrei geklärt werden. Es wurde jedoch gemutmaßt, dass es sich um Flüchtlingsboote oder Fischereifahrzeuge aus Nordkorea handeln könnte.[17]
- 2016 wurden 66 Boote vermutlich nordkoreanischer Herkunft mit toten Körpern an Bord an die japanische Westküste getrieben. Es ließ sich nicht immer feststellen, ob es sich bei den teils skelettierten Leichen um verunglückte Fischer oder um Flüchtlinge gehandelt hatte.[18]
- 2017 wurde in Summe eine Rekordzahl von mehr als 100 führerlosen nordkoreanischen Fischerbooten vor oder an Japans Küste gefunden. Mit aufkommendem Winterwind aus Nordwesten ab November häufen sich die Fälle. Als Ursachen werden gesehen: Nordkorea hat Fischereirechte in küstennahen Gebieten an China verpachtet, sodass die nordkoreanischen Fischer weiter hinaus in internationale oder sogar widerrechtlich in japanische Gewässer fahren. Lebensmittelknappheit im Land treibt die Fischer, Treibstoff und Proviant gehen aus, Motoren versagen, die Fischer sterben an Erschöpfung und Unterkühlung.[19]
- 2019 wurden laut der Tageszeitung Yomiuri Shimbun mindestens 156 Geisterschiffe mit vermutetem Ursprung Nordkorea nach Japan getrieben.[20]

#### Weitere Erklärungsmodelle: Piraterie und Versicherungsbetrug
Heutzutage können plötzlich verschwundene und unerwartet wiedergefundene „Geisterschiffe“ Fälle von Versicherungsbetrug oder moderner Piraterie darstellen. So verschwand das unter panamaischer Flagge fahrende Schiff Tenyu in der Nacht zum 27. September 1998 in der Straße von Malakka mit einer Ladung von Aluminium im Wert von zwei Millionen Euro. Nach dreimonatiger Fahndung wurde es schließlich im chinesischen Hafen Zhang Jiagang aufgespürt, allerdings völlig unkenntlich umgebaut, neu gestrichen und mit einem neuen Namen versehen. Es hieß jetzt Sanei 1, ein Name, der von einem tatsächlich existierenden japanischen Schiff übernommen worden war und worauf sogar legale Papiere in Honduras ausgestellt worden waren. An Bord befanden sich sechzehn neue indonesische Seeleute, und obwohl später drei von ihnen als Teilnehmer einer Gang von Piraten identifiziert wurden, die 1995 das Schiff Anna Sierra gekapert hatten, wurden die Besatzungsmitglieder nicht verurteilt. Die ursprüngliche Besatzung der Tenyu gilt als tot.

### Luftfahrt
Auch von einem Luftschiff ist ein „Geisterschiff-Zwischenfall“ bekannt. Das US-Marine-Luftschiff L-8 landete am 16. August 1942 mit erschlaffter Hülle, eingeschalteter Motorensteuerung, intakter Kabine mit offener Tür und ohne jede Spur von der Besatzung auf einer Straße in Dale/Kalifornien. Der Verbleib der zweiköpfigen Mannschaft, die eine Patrouille vor San Francisco durchführen sollte, konnte nie aufgeklärt werden. Das Luftschiff wurde repariert und wieder in Dienst gestellt.
1970 kam es zum Cornfield-Bomber-Zwischenfall. Ein pilotenloser Düsenjäger landete mit eingezogenem Fahrwerk und ohne Cockpitabdeckung auf einem Feld bei Big Sandy in Montana/USA. Das Triebwerk lief noch und auch das Radargerät war noch aktiv. Einem Polizeibeamten, der beim lokalen Luftwaffenstützpunkt anrief und fragte, wie man das Flugzeug stilllegen könnte, wurde geraten abzuwarten. Es dauerte noch 1 Stunde und 45 Minuten, bis der Treibstoff verbraucht war. Der Vorfall ließ sich jedoch leicht aufklären. Kurz zuvor war die Maschine vom Typ Convair F-106, eigentlich ein Jäger und kein Bomber, bei einer Übung ins Trudeln geraten, so dass sich der Pilot zum Ausstieg per Schleudersitz gezwungen sah. Unmittelbar danach stabilisierte das nun führerlose Flugzeug aber seine Fluglage, flog noch mehrere Kilometer und setzte dann bäuchlings auf dem Feld auf. Es wurde geborgen und wieder in den Einsatz gebracht, heute steht es in einem Museum.
Im Jahr 1989 ereignete sich ein ähnlicher Vorfall in Europa: Über der Ostsee musste der Pilot eines sowjetischen MiG-23-Kampfflugzeuges infolge eines Triebwerkproblems mit dem Schleudersitz aussteigen. Die Maschine stabilisierte sich jedoch wieder, überquerte ohne Pilot Teile der DDR und der Bundesrepublik Deutschland und stürzte schließlich, nachdem der Treibstoff aufgebraucht war, nahe der belgischen Stadt Kortrijk auf ein Bauernhaus. Eine Person am Boden kam dabei ums Leben. Die Sowjetunion leistete später eine Entschädigungszahlung und entschuldigte sich für den Vorfall. 

## Medien
Geisterschiffe sind auch ein beliebtes Thema in Filmen, Literatur und musikalischen Werken. Dabei sind sie oftmals ein beliebtes Objekt in Verbindung mit Piraten. Manche Geschichten um Geisterschiffe beziehen sich auf das „berüchtigte“ Bermudadreieck, in dem angeblich mehr Schiffe auf ungeklärte Weise verloren gegangen sein sollen als sonst irgendwo auf der Welt. Nach statistischen Daten der Versicherungsagentur Lloyd’s in London vom 4. April 1975 sind jedoch hier seit 1955 nicht mehr Schiffe verloren worden als in vergleichbar großen Gebieten.

### Geisterschiffe in musikalischen Werken
- Der fliegende Holländer, Oper von Richard Wagner
- Le vaisseau fantôme. Oper von Pierre-Louis Dietsch
- Das Geisterschiff. Lied von Schandmaul
- The Rime of the Ancient Mariner. Lied von Iron Maiden (auf dem Album Powerslave) nach dem gleichnamigen Gedicht von Samuel Taylor Coleridge
- Das Geisterschiff. Titel zum Film „Das Geisterschiff“ gesungen von Hans Hartz (1998/99), komponiert von Pelizaeus

### Geisterschiffe in Filmen
- Das Schiff ohne Hafen (1932)[24]
- die Altair in The Ghost Ship (1943)[25]
- Ghost Ship (1952)[26]
- Das Geisterschiff der schwimmenden Leichen (El Buque maldito, 1974)[27]
- die Elizabeth Dane in The Fog – Nebel des Grauens (1980)
- Death Ship (1980)[28]
- das US-Militärschiff USS Eldridge in Dakota Harris – Flug durchs Zeitloch (1986)
- Ghost Ship (1992)[29]
- die Akademic Vladislov Volkov in Virus – Schiff ohne Wiederkehr (1999)
- die SS Corona Queen in Lost Voyage (2001)[30]
- die Queen of Scots in Gefangen im Bermuda-Dreieck (The Triangle, 2001)
- die Antonia Graza in Ghost Ship (2002)
- die Black Pearl und die Flying Dutchman in den Fluch-der-Karibik-Filmen
- die Aeolus in Triangle – Die Angst kommt in Wellen (Triangle, 2009)

### Geisterschiffe in Fernsehverfilmungen

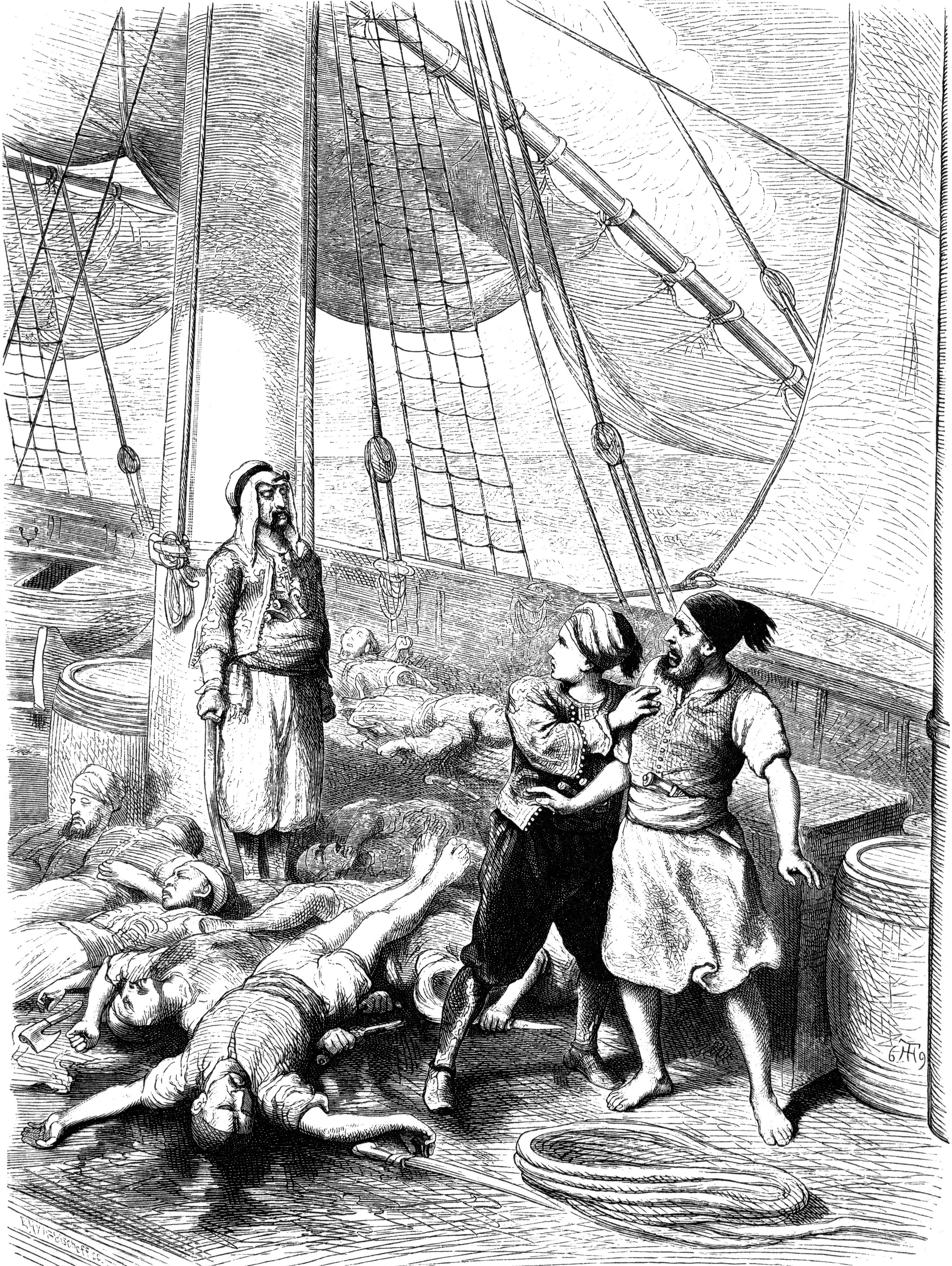
Illustration zu Wilhelm Hauffs Märchen Die Geschichte von dem Gespensterschiff

- Seeabenteuer (The Buccaneers), Episode The Ghost Ship
- Kobra, übernehmen Sie (alternativ: Unmöglicher Auftrag; engl. OT: Mission: Impossible), Folge 132: Das Geisterschiff
- die King George in Sea Quest, Staffel 1, Folge 9: Knight Of Shadows
- MacGyver, Staffel 3, Episode 4: Das Geisterschiff
- Supernatural, Staffel 3, Episode 6: Morgenröte
- Navy CIS, Staffel 5, Episode 6: Das Geisterschiff (Chimera)
- Kommando Stingray, Episode 8: Das Geisterschiff
- Wickie (1972), Staffel 1, Folge 25: Das Geisterschiff[31]
- Akte X, Staffel 2, Episode 19: Totenstille

### Geisterschiffe in der Belletristik
- Thomas Brezina: SOS vom Geisterschiff. Krimiabenteuer. Maier, Ravensburg 2001, ISBN 3-473-56223-8.
- Samuel Taylor Coleridge: The Rime of the Ancient Mariner. The Enitharmon Press, London 2005, ISBN 1-904634-14-1.
- Rosemary Dobson: Gedicht über das Geisterschiff Jenny: Rosemary Dobson: The Ship of Ice: With Other Poems. Angus and Robertson, 1948 (englisch, Erstausgabe: University of Michigan).
- Sir Arthur Conan Doyle: The captain of the Pole-star. In: Ders. The captain of the Pole-star : and other tales. Homewood Publishing Company, Chicago 1895.
- Wilhelm Hauff: Die Geschichte von dem Gespensterschiff. In: Ders.: Sämtliche Märchen. Patmos-Verlag, Düsseldorf 2005, ISBN 3-491-96143-2.
- Frank Herbert: Der Wüstenplanet. Heyne, München 2001, ISBN 3-453-18567-6 (Die Ampoliros, der legendäre „Fliegende Holländer des Weltraumes“).
- Alfred Hitchcock, André Marx: Die drei Fragezeichen und das Geisterschiff. Kosmos-Verlag, Stuttgart 2005, ISBN 3-440-07987-2.
- Edgar Allan Poe: The Narrative of Arthur Gordon Pym of Nantucket. Weltbild, Augsburg 2005, ISBN 3-8289-7925-4.
- Dietlof Reiche: Geisterschiff. Dtv, München 2004, ISBN 3-423-62175-3.
- Sir Walter Scott: Rokeby. In: Ders.: The poetical works. OUP, London 1971, ISBN 0-19-254142-0.
- Bram Stoker: Dracula. Arena-Verlag, Würzburg 2007, ISBN 978-3-401-06110-8 (Demeter).
- Magdalena Petit:[32] El Caleuche. (spanisch).
- Hansrudi Wäscher: Sigurd-Comic Das Geisterschiff – Piccolo-Sonderband Nr. 15, Nov. 1955, Das Große Hansrudi-Wäscher-Buch, Norbert Hethke Verlag, 1987, ISBN 3-89207-059-8.
- S. Wörishöffer: Die Diamanten des Peruaners, 1889.
- B. Traven: Das Totenschiff, 1926.
- Vladimir Volkoff: Geheimagent Lennet jagt das Geisterschiff, Franz Schneider Verlag 1987 (Bd. 7 der Geheimagent-Lennet-Reihe).

### Geisterschiffe im Hörbuch
- Rainer Gülk (Hrsg.): Das Geisterschiff. Unheimliche Geschichten. Der Hörverlag, München 2004, ISBN 3-89940-469-6 (1 CD).